# Pergalumna pseudosejugalis
Pergalumna pseudosejugalis (лат.) — вид панцирных клещей из отряда Oribatida (Galumnidae). Вьетнам.

## Описание
Микроскопического размера клещи, длина менее 0,5 мм, размеры тела 262—282 × 192—209 мкм. Ботридиальные щетинки булавовидные. Интерламеллярные сеты мелкие, короче диаметра ботридий; поверхность тела без мелких углублений; медианные поры представлены несколькими углублениями. Покровы сильно склеротизованные, тёмные (основная окраска коричневая). Имеют 6 пар генитальных пластинок. Гистеросома округлая, несёт около 10 пар нотогастральных щетинок. На протеросоме расположены гребневидные уплощённые ламеллы.
Впервые был описан в 2012 году, а его валидный статус был подтверждён в ходе родовой ревизии, проведённой акарологами Сергеем Ермиловым (Тюменский государственный университет, Тюмень, Россия) и его коллегами.
Pergalumna pseudosejugalis морфологически сходен с видами P. crassipora, P. pertrichosa и P. hauseri.